# Джеремі Ґейдж
Дже́ремі Ґейдж (англ. Jeremy Gaige; 9 жовтня 1927, Нью-Йорк США — 19 грудня 2011, Спрінг-Гарден, Філадельфія, Пенсільванія, США) — американський шаховий журналіст й історик; автор низки авторитетних довідкових видань.
У довіднику турнірів (1984) подав дані про 10 тисяч 626 різних змагань. Опублікував таблиці турнірів за період 1851—1930 років. Праця Ґейджа «Шахісти. Бібліографія» (англ. Chess personalia. A biobibliography, 1987) вважається класичною; містить близько 14 тисяч довідкових статей про шахістів і шахових композиторів різних країн, діячів національного та міжнародного шахового руху, містить посилання на основні джерела їхніх біографічних відомостей.

## Біографічні дані
Ґейдж освіту здобув в Академії Філліпса (Андовер, штат Массачусетс) і Колумбійському коледжі (Нью-Йорк), який він закінчив у 1951, після служби у медичних військах Армії США. Журналістську кар’єру він розпочав копіювальником у «The New York Times» і займався написанням некрологів у «New York Herald Tribune». Пізніше він був редактором радіо і телебачення в «Syracuse Herald-Journal», працював редактором «Toledo Blade» і репортером «Волл-стріт джорнел».
Працюючи у «Волл-стріт джорнел», він зустрів свою майбутню дружину Гаррієт Окен. Вони одружилися в лютому 1959 року. Через два тижні Ґейдж почав працювати у філадельфійському «Вечірньому бюлетені» (англ. Evening Bulletin). На початку 1960-х, будучи редактором «Бюлетеня», Ґейдж почав збирати докладні записи шахових подій, зокрема турнірів, і збирав дані про гравців та письменників. Він встановив у своєму підвалі друкарський верстат і майстерню ручного набору, щоб випустити шість томів турнірних таблиць з шахових турнірів за 1851–1980 роки. Він також сам видавав інші книги та буклети.
У Ґейджа з дружиною була дочка Моніка Ґейдж-Розенвейг та онука.

## Праці
- A Catalog of Chess Players and Problemists. (1969)
- Chess Tournament Crosstables, vol I, 1851—1900. (1969)
- Chess Tournament Crosstables, vol II, 1851—1900. (1971)
- Chess Tournament Crosstables, vol III, 1901—1920. (1972)
- Chess Tournament Crosstables, vol IV, 1921—1931. (1974)
- Chess Tournaments — A Checklist: Vol I: 1849—1950 (1984)
- Chess Tournaments — A Checklist: Vol II: 1951—1980 (1984)
- Chess Tournament Crosstables, vol I, 1851—1900. (1985). Revised version of the 1969 edition.
- FIDE-Titled Correspondence Players (1985)
- Catalog of British Chess Personalia (1985)
- Oxford-Cambridge Chess Matches (1873—1987) (1987)
- Chess Personalia—A Biobibliography. (1987), reprinted (2005). McFarland. ISBN 0-7864-2353-6
- Catalog of USA Chess Composers (1987)
- Swiss Chess Personalia (1987)
- FIDE-titled composers (1988)
- Problemist obituary index (1989)
- Chess Personalia—A Biobibliography. (1989). Private circulated update of the 1987 edition.
- Index of obituaries in the British Chess Magazine 1881—1988 (1989)
- British FIDE and ICCF titleholders (1989)
- FIDE Female Titleholders (1991)
- USA FIDE-Titled Players & Arbiters (1993).
- Chess Personalia—A Biobibliography. (1994). Private circulated update of the 1987 edition.